# غراهام غونت
غراهام غونت (بالإنجليزية: Graham Gaunt)‏ هو لاعب كرة قدم أسترالية أسترالي، ولد في 2 أغسطس 1953.

## وصلات خارجية
- غراهام غونت على موقع AustralianFootball.com (الإنجليزية)
- غراهام غونت على موقع AFLtables.com (الإنجليزية)